# 南山名村
南山名村（みなみやなむら）は、愛知県丹羽郡にかつてあった村（町村制施行前の村）。
現在の扶桑町南山名にあたる。

## 歴史
『尾張徇行記』によると、当時の扶桑の村としては人口も比較的多く、石高は下野村に次いで多い村であった。藩の農業奨励もあって開発が進み、人々は農耕に励みながら副業に養蚕をしていた。『覚書』には「当村ニ桶師有之、御用之節ハ御役相勤ル」とあり、桶作りも古くから行われていた。（このことは北山名村の項にも記されている。）また、仔馬を育て名古屋方面を売り出していたことも北山名村と同じである。馬場という地名が残っているが、馬を馴らした跡と言われ、馬市が開かれたところ、ともいわれている。
このほか、『徇行記』によると、般若渠の水はこの集落の西辺りの低地で逆流していたらしく、「逆巻」の地名が残っている。なお、『徇行記』には他の村の寺社がほとんどその境内の広さの記述であるのに、顕宝寺については多くのスペースで記され、悟渓宗頓についても、その生誕の挿話等が記されている。

## 沿革
- 1889年（明治22年）10月1日 - 山那村と合併し、山名村となる。
- 1906年（明治39年）10月1日 - 豊国村、高雄村の一部、柏森村の一部と合併し、扶桑村発足。同日山名村は廃止。

## 地理
『天保村絵図』を見ると、村から斎藤を経て柳街道へ出る道があり、西側には山那神社・顕宝寺があって高札の場所がみえる。西には小淵から和田勝佐へ通じる道が、東には北山名村から下野村へ通じる道があり、この三筋が主要道路であった。さらに北山名境を下般若から草井へ、東には上野を通って犬山へ出る道があった。堤防へ出れば御幸通りへ出ることができる。西と南は小川で、北は道路で境をなしていた。南山名村は江戸時代尾張侯の領地となり、小牧代官所の支配下に置かれた。

## 学校
- 涵養学校（現・扶桑町立山名小学校） - 1873年（明治6年）11月創立[3]。

## 出身者
- 悟渓宗頓（臨済宗の僧、妙心寺四派の一つである東海派の開祖）
- 小室仲太郎（歌舞伎役者）